# کشتار ارمنی-تاتار ۱۹۰۵–۱۹۰۷

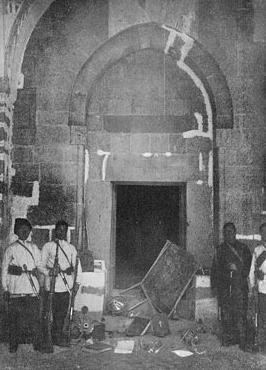
کلیسای ارمنی در روستای گیاز در نخجوان توسط تاتارها ویران شده‌است

کشتار ارمنی – تاتار، کشتاری است که توسط تاتارها(در سده بیستم اقوام مسلمان قفقاز را تاتار می‌نامیدند) به تحریک و با حمایت روسیه تزاری بین سال‌های ۱۹۰۵ تا ۱۹۰۶ علیه ارمنیان صورت گرفت.

## تاریخ
در نظام اداری و حکومتی که پس از چیرگی روس‌ها بر قفقاز اعمال شد، تنها اصلی که هیچ‌گاه مورد ملاحظه و توجه قرار نداشت، تقسیم منطقه به نوعی از حوزه‌های اداری بود که با ترکیب قومی و فرهنگی منطقه همخوانی داشته باشد. بلکه برعکس، مقامات روس از هر گونه تدبیری که به تنش‌های قومی در میان اتباع امپراتوری دامن می‌زد خرسند بوده و در بسیاری مواقع از این موضوع به نفع تداوم حاکمیت خویش استفاده کردند. تغییر و تحولات اداری مناطق ارمنی‌نشین قفقاز در این دوره نمونه روشنی است از خط مش مذکور. روس‌ها ضمن تعطیلی مدارس و موسسات فرهنگی ارمنیان و توقیف اموال کلیسای ارمنستان و گرجستان، سعی کردند با اعطای یک رشته مزایای اداری برای مسلمان‌ها، اقوام و ملل قفقاز را بر ضد یکدیگر تحریک کنند. زمینه سیاسی و اجتماعی نیز مساعد بود. بدین ترتیب نهضت اجتماعی گسترده‌ای که در سراسر روسیه به صورت انقلاب ۱۹۰۵ میلادی بروز کرد، در قفقاز سریعاً به یک جنگ و جدل داخلی ارمنی‌ها و مسلمان‌ها تبدیل شد که نهضت را به شکست و نابودی کشاند.

## کشتار ارمنیان

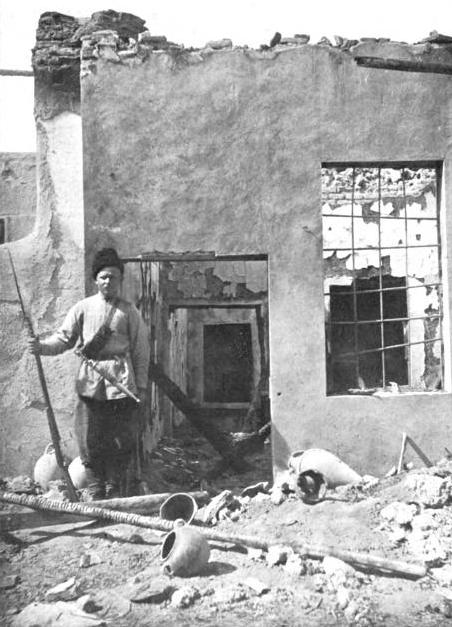
خانه‌ای متعلق به یک ارمنی، توسط تاتارها تخریب شده‌است در روستای تامبات در نخجوان

دولت تزاری که بر اثر جنگ با ژاپن و در نتیجه هیجان‌های انقلابی (انقلاب روسیه (۱۹۰۵))، که پس از شکست‌های منچوری (جنگ روسیه و ژاپن) در سرتاسر کشور احساس می‌شد ضعیف شده بود، تصمیم گرفت به کشتار دست بزند. آنهم به کشتار با واسطه تا مقاومت ارمنیان را درهم بشکند.
«سن پترزبورگ حس تعصب کهنه پرستی تاتارها را علیه ارمنیان برانگیخت و به آنان اشاره کرد که کشتار را آغاز کنند.»
دسته‌های تاتار که به وسیلهٔ مقامات دولتی روس مسلح شده بودند در ماه فوریه سال ۱۹۰۵ به جان ارمنی‌های قفقاز جنوبی افتادند. کشتارها و غارت‌های بسیار شدیدی در نیمه‌های ماه فوریه در باکو روی داد. چند نفر از روشنفکران تاتار، از جمله احمد آغایف مشهور که بعدها در ترکیه نقش مهمی در نهضت (پان تورانیسم) بازی کرد، تبدیل به آلت بی‌اراده‌ای در دست مقامات روسی شدند و از طرف آنان مأموریت یافتند که این کشتارها را راه بیندازند.
همینکه تاتارها کشتارها را آغاز کردند عمال حاکم روس که همدست تاتارها بودند از مداخله در این ماجرا خودداری کردند و نیروهای انتظامی و لشکری را در پستها و پادگانهای خود نگاه داشتند تا میدان را برای کشتار ارمنی‌ها توسط تاتارها باز بگذارند. هدف دولتمردان تزاری این بود که مقاومت ارمنیان را در برابر سیاست روسی کردن آنان درهم بشکنند و به آنان یاداور شوند که در میان توده‌های مسلمان متعصبی قرار گرفته‌اند و تنها روسیه می‌تواند امنیت جانی و مالی آنان را تضمین کند مشروط براینکه از این پس در برابر دولت رفتار رعایای فقیر و مطیع را داشته باشند.

## نبرد با تاتارها
نیروهای فدایی ارمنی که به منظور دفاع از ارمنی‌های عثمانی به علت کشتارهای ۱۸۹۴–۱۸۹۶ به ارمنستان غربی اعزام شده بودند به مبارزان ارمنی در قفقاز پیوستند. برخلاف انتظار و برنامه‌ریزی شده توسط مقامات روسی و تاتارها، ارمنیان پس از سپری شدن لحظات اول غافلگیری و کشتارهای گسترده به دور حزب فدراسیون انقلابی ارمنی که تنها هدفش محافظت از ارمنیان ساکن در باکو و دیگر شهرهای قفقاز در مقابل حملات تاتارها بود جمع شدند و مبارزه برای حفظ بقای ملی خود را آغاز کردند. آرمن گارو در تفلیس، نیکول دومان در باکو، درو و خچو در ایروان و سرگیس مهرابیان در شوشی، دست به یک مقاومت مسلحانه در برابر تهاجم تاتارها زدند.

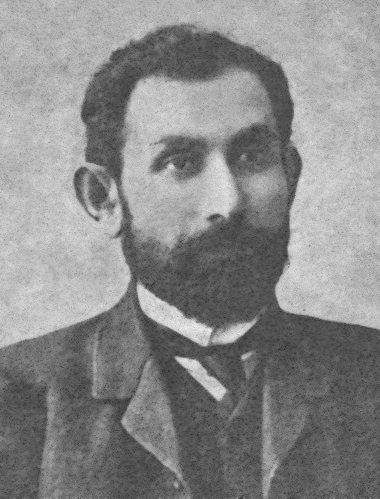
نیکوقایوس دِر-هوانسیان معروف به نیکول دومان

حملات علیه ارمنیان باکو در ۱۹ فوریه ۱۹۰۵ میلادی آغاز و در روزهای ۲۰ و ۲۱ فوریه صورت یک کشتار واقعی به خود گرفت. ارمنیان خواستار حمایت مقامات روسی شدند، لیکن مقامات مذکور که در واقع همدست تاتارها بودند از دخالت در این امر خودداری کردند.
ویکتور برار در کتاب خود این گونه می‌نویسد که:
«آنگاه ارمنی‌های باکو به ناچار سرنوشت خود را، خود به دست گرفتند. در ۲۱ فوریه جوانان ارمنی مسلح به طپانچه و تفنگ که به شتاب گردآورده بودند به کوچه‌ها و خیابان‌هایی که دسته‌های مسلح تاتار در آن بودند سرازیر شدند. نظامیان روسی فقط ناظر صحنه بودند، در پایان روز، تاتارها از همه کوچه‌های اطراف کلیسای ارمنیان و اطراف ایستگاه راه‌آهن رانده شده بودند. صبح روز بعد، ارمنیان به سمت محلات دیگر شهر پیش رفتند و برسر راه خود دسته‌های تاتار را پراکنده کردند. انتقام‌جویی خونین بود و هر دم بر نعش تاتارها در کوچه‌ها افزوده می‌شد. در آن دم بود که سران تاتارها به نزد حاکم شهر شتافتند و به التماس از او خواستند که به مبارزه پایان دهد.»
پلیس و نظامیان روسی که تا به آن لحظه به عنوان تماشاچیان بی‌طرف ناظر صحنه نبرد بودند به پیروی از نقش محرکی که نقش مقامات دولت تزاری بود، و تا وقتی که به نظر می‌رسید تاتارها برنده‌اند حالت بی‌طرف به خود گرفته بودند، از آن حالت بدرآمدند، با پیشرفت حمله متقابل ارمنی‌ها ناچار به دخالت شدند و قبول کردند که دوباره نظم را برقرار سازند.
فدراسیون انقلابی ارمنی عمل دفاعی و انتقام‌جویی خود را با کشتن «ناکشیدزه» حاکم باکو، که معلوم شد یکی از عوامل اجرای سیاست شوم سن پترزبورگ است، تکمیل نمود. در تفلیس که پایتخت قفقاز جنوبی بود دفاع ارمنی‌ها به رهبری آرمن گارو پاسدرماجیان به پیروزی کامل انجامید. در ظرف مدت هفت روز نبرد، پانصد فدایی ارمنی، ۱۵۰۰ تاتار مسلح را به عقب‌نشینی واداشتند و تلفات سنگینی بر آنان وارد آوردند.
برطبق گفته حزب داشناک و کمیته مشترک روس و تاتار، ۲۰۵ ارمنی، کشته شدند و ۱۲۱ نفر مجروح؛ که (۷ زن، ۲۰ کودک و ۱۳ سالمند)، در بین کشته شدگان بودند و ۱۱۱ تاتار، کشته شده و همچنین، ۱۲۸ نفر مجروح شدند.
چنین بود داستان کشتارهای ۱۹۰۵ میلادی این کشتارها با شکست پر سروصدایی برای دسته‌های ارتجاعی روس به پایان رسید، و آنان خود را نه تنها در چشم ارمنیان بلکه در نظر ملت خودشان و در برابر افکار عمومی اروپایی نیز بی آبرو کردند.

## نگارخانه

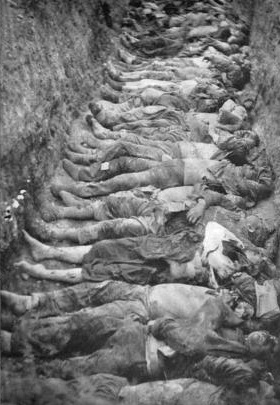
اجساد ارمنی در نخجوان
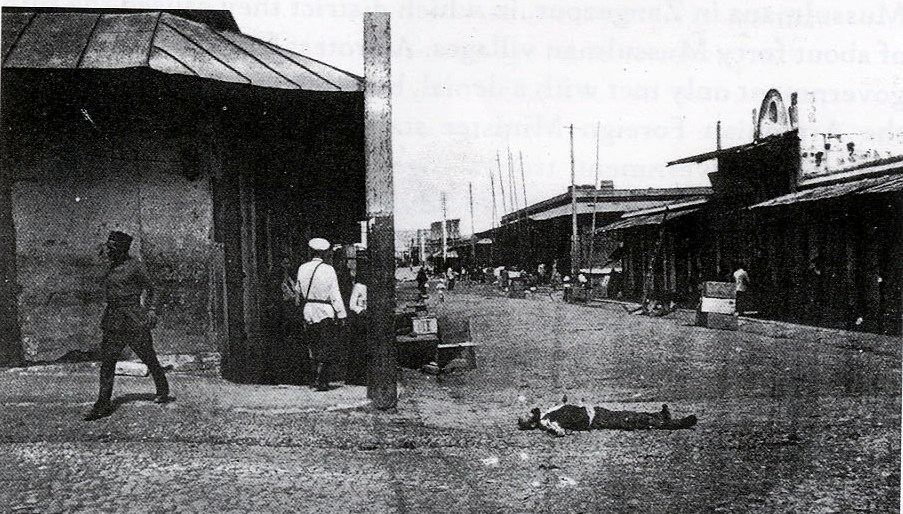
یک قربانی در کشتار باکو